# Slap Pongour
Slap Pongour (izgovarja se Pong-gua) je slap na reki Đa Nhim v občini Phú Hội, okrožje  Đức Trọng, provinca  Lâm Đồng, Vietnam..
Slap se nahaja približno 50 km južno od Da Lata. Slap je med turisti poznan tudi kot Seven Floor slap.
Slap pada z višine skoraj 40 metrov, širi se več kot 100 metrov, skozi 7-nadstropni terasasti kamniti sistem. Obdan s pragozdom s površino okoli 2,5 ha z raznoliko in bogato vegetacijo.

## Legenda
Legenda pravi, da: v preteklosti deželi Phú Hội - Tân Hội - Tân Thành zdaj vlada čudovita poglavarka K'Ho po imenu Kanai. Ima talent za osvajanje divjih živali v korist ljudi, vključno s štirimi nenavadno velikimi nosorogi, vedno uboga Kanaijeve ukaze, naj premakne gore, da blokira potoke, očisti polja, da posadi koruzo, poseje riž in je pripravljena na boj. Bori se proti sovražniku, da bi zaščitila vas. Posledično postaja življenje v skupnosti vedno bolj uspešno in mirno.
Tisto pomlad je januarja na dan polne lune nežno izdihnila. Štirje nosorogi so se zadrževali noč in dan, ne da bi zapustili svojo poglavarko za pol koraka, niso se trudili jesti ali piti, dokler niso umrli ... Nenadoma nekega jutra, so bili vsi presenečeni, ko so videli kraj, kjer je počivala, da se dviga nad čudovito slap. Izkazalo se je, da se je potok las Kanai spremenil v hladno, čisto modro vodo z belo peno, zelene kamnite plošče, poraščene z mahom, razporejene od višjega proti nižjim, kot ozadje za slap, pa so bile rogovi črede nosorogov. simbol moči enotnosti in večne navezanosti med človekom in neizmerno naravo.
Pongour je francoska transliteracija maternega jezika K'Ho: Pon-gou pomeni mojster bele gline. Po nekaterih geoloških dokumentih Francozov je ta dežela bogata s kaolinom.

## Festival
Pongour je edini slap, ki ima festival. Vsako leto, na dan polne lune prvega lunarnega meseca, se mladi moški in ženske, ne glede na etnično pripadnost, zgrnejo sem, da bi praznovali pomladni praznik. To je priložnost za ljudi, da živijo odprto, pošteno, svobodno, da se učijo in se ljubijo.